# Defy
Defy è il quinto album in studio del gruppo musicale statunitense Of Mice & Men, pubblicato il 19 gennaio 2018 dalla Rise Records.
È il loro primo album pubblicato senza il cantante e fondatore Austin Carlile, uscito dalla formazione nel 2016 a causa delle complicazioni della sua malattia.

## Tracce
Testi e musiche degli Of Mice & Men, eccetto dove indicato.
1. Defy – 3:41
2. Instincts – 4:20
3. Back to Me – 3:18 (Of Mice & Men, Steve Aiello)
4. Sunflower – 3:40
5. Unbreakable – 4:09
6. Vertigo – 4:14
7. Money (Pink Floyd cover) – 3:55 (Roger Waters)
8. How Will You Live – 3:41 (Of Mice & Men, Steve Aiello)
9. On the Inside – 3:14 (Of Mice & Men, Scott Stephens)
10. Warzone – 3:13
11. Forever YDG'n – 3:55
12. If We Were Ghosts – 4:12

## Formazione
Of Mice & Men
- Aaron Pauley – voce, basso
- Phil Manansala – chitarra solista
- Alan Ashby – chitarra ritmica
- Valentino Arteaga – batteria, percussioni

Produzione
- Howard Benson – produzione, registrazione
- Chris Athens – ingegneria del suono
- Chris Lord-Alge – ingegneria del suono
- Ted Jensen – mastering

## Classifiche
| Classifica (2018)           | Posizione massima |
| --------------------------- | ----------------- |
| Australia                   | 29                |
| Austria                     | 44                |
| Belgio (Fiandre)            | 98                |
| Canada                      | 74                |
| Germania                    | 58                |
| Nuova Zelanda (heatseekers) | 7                 |
| Regno Unito                 | 51                |
| Regno Unito (downloads)     | 17                |
| Regno Unito (independent)   | 6                 |
| Regno Unito (rock & metal)  | 3                 |
| Stati Uniti                 | 48                |
| Stati Uniti (digital)       | 11                |
| Stati Uniti (hard rock)     | 3                 |
| Stati Uniti (independent)   | 2                 |
| Stati Uniti (rock)          | 7                 |
| Svizzera                    | 42                |